# NGC 1115
NGC 1115 је спирална галаксија у сазвежђу Ован која се налази на NGC листи објеката дубоког неба.
Деклинација објекта је + 13° 16' 1" а ректасцензија 2h 50m 25,4s. Привидна величина (магнитуда) објекта NGC 1115 износи 14,8 а фотографска магнитуда 15,7. NGC 1115 је још познат и под ознакама MCG 2-8-16, CGCG 440-20, PGC 10774.